# Лоренсо, Иван
Иван Лоренсо Ронсеро (кат. Iván Lorenzo Roncero; 15 апреля 1986, Андорра-ла-Велья) — андоррский футболист, нападающий.

## Биография

### Клубная карьера
С 2007 года по 2010 год находился в составе испанского клуба «Лерида». С 2010 года выступает за клуб «Алькампель» из одноимённого города. Команда выступает в пятом по силе испанском дивизионе. Лоренсо считается перспективным футболистом в Андорре.
Летом 2015 года стал игроком клуба «Фрага».

### Карьера в сборной
В составе юношеской сборной Андорры до 17 лет выступал с 2000 года и провёл девять матчей и забил один мяч в турнирах УЕФА. За сборную до 19 лет провёл двенадцать матчей и забил один гол в ворота Лихтенштейна. Лоренсо автор первого в истории гола сборной Андорры до 19 лет. В молодёжной сборной до 21 года провёл всего два матча также в официальных турнирах УЕФА.
В национальной сборной Андорры дебютировал в 2003 году. Тогда в том матче он вышел на замену. В следующем году также сыграл 1 раз в составе сборной. Вновь в сборную он стал привлекаться на игры квалификации к чемпионату Европы 2012. И в следующий раз в сборной он сыграл через 6 лет, 3 сентября 2010 года в домашнем матче против России (0:2), Лоренсо вышел на замену на 57 минуте вместо Жорди Рубьо. В квалификации он сыграл всего 4 матча, в которых он выходил на замену, а в остальных матчах он оставался на скамейке запасных.